# Johann Erling
Johann Erling (* 1821; † 1884 in Bremen) war ein deutscher Mühlenbaumeister und Müller in Bremen.

## Biografie
Erlings Vater Berend Erling kam als Geselle im Zuge des Baus der Ölmühle des Franz Köcheln 1811 aus den Niederlanden nach Bremen. Mühlenbesitzer Köcheln bewog ihn, sich in Bremen niederzulassen. Dieser gründete eine Familie und war als Mühlenverwalter und Fachmann für Mühlenbau tätig. Infolge einer Klage seitens der Zimmermannsinnung konnte Erling einen derart guten Leumund vorweisen, dass der Senat die Klage abschlug und Erling 1828 zum Freimeister erklärte. Er erwarb 1832 das Gelände der Gießhaus-Bastion in den Bremer Wallanlagen, nachdem ein Brand die dortige Bockwindmühle zerstörte. An jener Stelle erbaute er 1833 die noch bestehende Herdentorswallmühle als Holländermühle und 1846 in der Nähe die Stephanitorsmühle als Holländermühle (abgebrannt 1911). Johann Erling übernahm den väterlichen Mühlenbetrieb. Er baute 1882 eine Dampfmühle an der Tannenstraße in Vegesack, die 1897 abbrannte.
Sein Sohn Carl Erling (1857–1934) übernahm den Betrieb seines Vaters und gründete 1897 die Rolandmühle Bremen.